# Liste der Kulturdenkmale in Mühlhausen

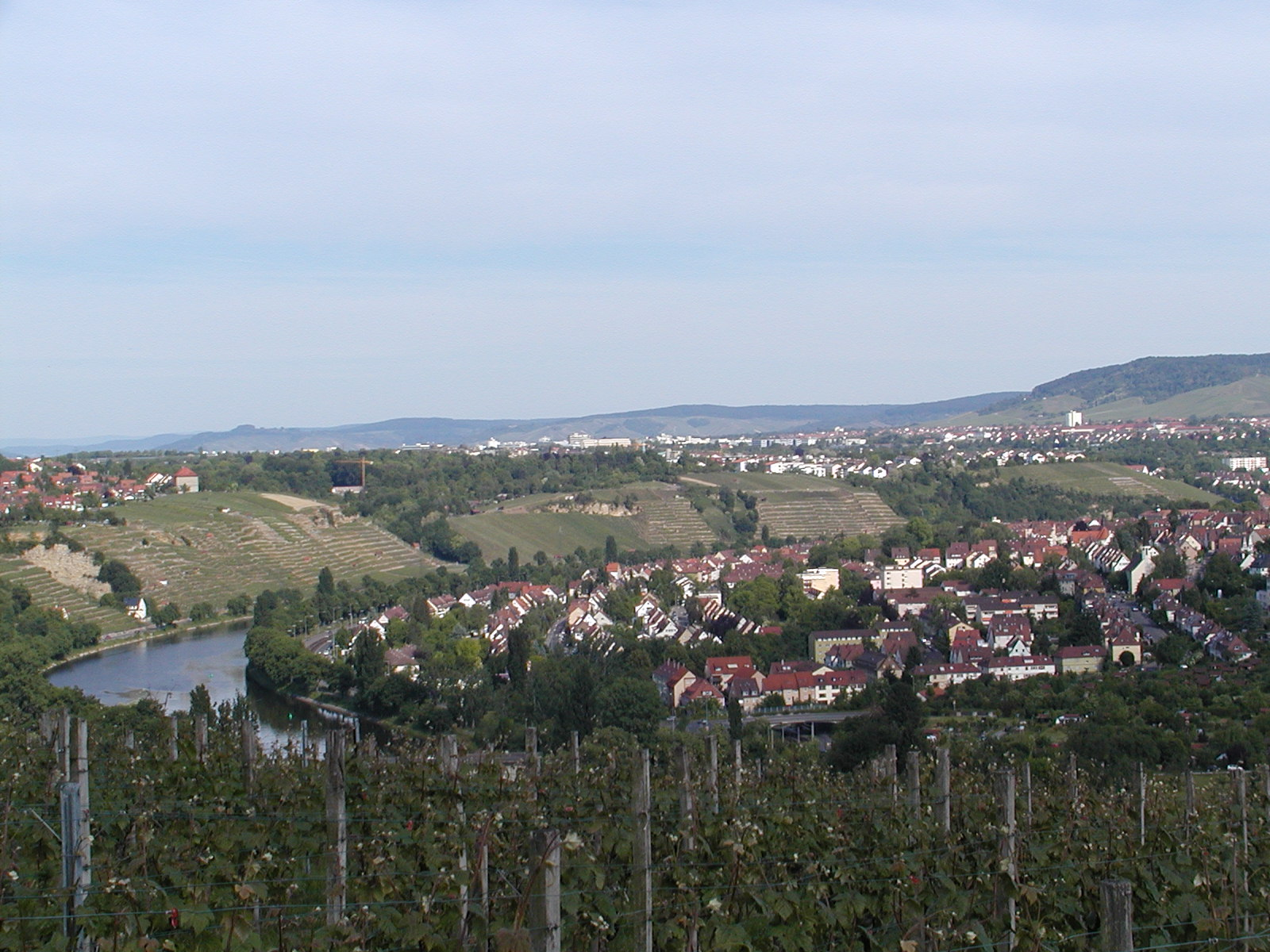
Blick auf die Neckarschleife bei Mühlhausen

In der Liste der Kulturdenkmale in Mühlhausen sind alle unbeweglichen Bau- und Kunstdenkmale in Mühlhausen bei Stuttgart aufgelistet, die in der Liste der Kulturdenkmale. Unbewegliche Bau- und Kunstdenkmale der Unteren Denkmalschutzbehörde für diesen Stadtbezirk Stuttgarts verzeichnet sind. Stand dieser Liste ist der 25. April 2008.
Diese Liste ist nicht rechtsverbindlich. Eine rechtsverbindliche Auskunft ist lediglich auf Anfrage bei der Unteren Denkmalschutzbehörde der Stadt Stuttgart erhältlich.

## Allgemein
- Bild: Zeigt ein ausgewähltes Bild aus Commons, „Weitere Bilder“ verweist auf die Bilder im Medienarchiv Wikimedia Commons.
- Bezeichnung: Nennt den Namen, die Bezeichnung oder die Art des Kulturdenkmals.
- Lage: Straßenname und Hausnummer oder Flurstücknummer des Kulturdenkmals, gegebenenfalls auch den Ortsteil. Die Grundsortierung der Liste erfolgt nach dieser Adresse. Der Link (Karte) führt zu verschiedenen Kartendiensten mit der Position des Kulturdenkmals. Fehlt dieser Link, wurden die Koordinaten noch nicht eingetragen. Sind diese bekannt, können sie über ein Tool mit einer Kartenansicht einfach nachgetragen werden. In dieser Kartenansicht sind Kulturdenkmale ohne Koordinaten mit einem roten bzw. orangen Marker dargestellt und können durch Verschieben auf die richtige Position in der Karte mit Koordinaten versehen werden. Kulturdenkmale ohne Bild sind an einem blauen bzw. roten Marker erkennbar.
- Datierung: Baubeginn, Fertigstellung, Datum der Erstnennung oder grobe zeitliche Einordnung entsprechend des Eintrags in der zuständigen Denkmaldatenbank (Landesamt für Denkmalpflege Baden-Württemberg).
- Beschreibung: Kurzcharakteristik des Kulturdenkmals.

## Kulturdenkmale im Stadtbezirk Mühlhausen

### Mühlhausen
| Bild           | Bezeichnung                                                                                  | Lage                                                     | Datierung            | Beschreibung | ID |
| -------------- | -------------------------------------------------------------------------------------------- | -------------------------------------------------------- | -------------------- | --- | -- |
|                | Wohnhaus                                                                                     | Arnoldstr. 20 (Karte)                                    | 1903                 | Gabler H. Geschützt nach § 2 DSchG |    |
|                | Ehemaliges Weingärtner bzw. Wohnstallhaus                                                    | Fronhof 2 (Karte)                                        | 1600–1700            | Barock Geschützt nach § 2 DSchG | BW |
|                | Evangelische Pfarrhaus                                                                       | Meierberg 11 (Karte)                                     | 1768                 | Barock Geschützt nach § 2 DSchG |    |
|                | Evangelische Veitskirche und ummauerter Kirchhof (Sachgesamtheit)                            | Meierberg 16 (Karte)                                     | 1380–1385            | Gotik – Hochgotik, Baumeister aus der Prager Dombauhütte der Parler Geschützt nach § 2 DSchG                                                                                   |    |
|                | Ehemaliges Schul- und Rathaus                                                                | Mönchfeldstr. 12 (Karte)                                 | 1887                 | Geschützt nach § 2 DSchG |    |
| Weitere Bilder | Palm’sches Schloß, Annexbau im Norden, Südbau, Wachhäuschen, Gartenpavillon (Sachgesamtheit) | Mönchfeldstr. 35 (Karte)                                 |                      | Annexbau (1896), Historismus – Neoromanik, Maisenbacher Karl Südbau, 1600–1800, 1813–1814, 1895–1896, 1988–1990, Revolutionsklassizismus, Klinsky (?) Geschützt nach § 2 DSchG |    |
|                | Palm’sches Schloßanlage mit Kastenbau, Brunnenhaus und Laufbrunnen (Sachgesamtheit)          | Mönchfeldstr. 35 (Karte)                                 | 1732, 1735, 1900     | Geschützt nach § 2 DSchG |    |
| Weitere Bilder | Wehr, Kraftwerk und Schleuse mit Straßenbrücke                                               | Mühlhäuser Str. 368, 370, 371–377/6 (Karte)              | 1927–1935, 1955–1957 | Bauhaus, Neues Bauen, Internationaler Stil, Konz Otto, Bauingenieur, Bonatz Paul, Prof. (1926–1933 baukünstlerische Beratung) Geschützt nach § 2 DSchG                         |    |
|                | Der Neckarkanal (Sachgesamtheit)                                                             | Neckarkanal                                              | 1919–1958            | Konz Otto Geschützt nach § 2 DSchG |    |
|                | Ehemaliges Weingärtnerhaus                                                                   | Veitstr. 28                                              | 1500–1700            | Konz Otto Geschützt nach § 2 DSchG |    |
|                | Ehemaliges Gasthaus Zum Ochsen                                                               | Veitstr. 28 (Karte)                                      | 1790                 | Barock Geschützt nach § 2 DSchG |    |
|                | Grablege derer von Palm                                                                      | Veitstr. 82, Friedhof (Abt. 5A, Nr. 64-200-2007) (Karte) | 1850–1900            | Historismus Geschützt nach § 2 DSchG |    |
|                | Ruine der Evangelischen Pfarrkirche St. Walpurgis                                            | Walpurgisstr. 20 (Karte)                                 | 1390, 1783           | Ruine der Evangelischen Pfarrkirche St. Walpurgis Geschützt nach § 2 DSchG |    |

### Hofen
| Bild           | Bezeichnung | Lage                                       | Datierung       | Beschreibung                                                          | ID |
| -------------- | --- | ------------------------------------------ | --------------- | --------------------------------------------------------------------- | -- |
|                | Gemeinde-Backhaus | Burgäckerstr. 5 (Karte)                    | 1843            | Geschützt nach § 2 DSchG                                              |    |
|                | Katholisches Pfarrhaus | Faßnachtstr. 9 (Karte)                     | 1756–1769       | Klassizismus (Frühklassizismus) Geschützt nach § 2 DSchG              |    |
|                | Ehemaliges Weinbauernhaus | Guibalstr. 10 (Karte)                      | 1600–1700, 1904 | Geschützt nach § 2 DSchG                                              | BW |
|                | Bauernhaus mit Torbogen und ehemaligem Gesindehaus (?) – Sachgesamtheit                                                      | Guibalstr. 9, Scillawaldstr. 68 (Karte)    | 1600–1800, 1698 | Barock Geschützt nach § 2 DSchG                                       | BW |
|                | Scheune | Hartwaldstr. 115 1 (Karte)                 | 1557            | Geschützt nach § 2 DSchG                                              |    |
|                | Ehemaliges Bauernhaus | Hartwaldstr. 67 (Karte)                    | 1594, 1600–1800 | Geschützt nach § 2 DSchG                                              |    |
|                | Mehrfach aufgeteiltes ehemaliges Bauernhaus                                                                                  | Hartwaldstr. 73 (Karte)                    | 1650–1700       | Geschützt nach § 2 DSchG                                              |    |
|                | Wegweiser nach Oeffingen und Schmiden (Seite Oeffingen)                                                                      | Hartwaldstraße, Dreispitz                  | 1700–1825       | Geschützt nach § 2 DSchG                                              |    |
|                | Wegweiser nach Oeffingen und Schmiden (Seite Schmiden)                                                                       | Hartwaldstraße, Dreispitz                  | 1700–1825       | Geschützt nach § 2 DSchG                                              |    |
|                | Sogenanntes Scheefkreuz (Flurkreuz)                                                                                          | Hartwaldstraße, Wolfgangstraße             | 1857            | Geschützt nach § 2 DSchG                                              |    |
|                | Scheune | Krebsstr. 4 (Karte)                        | 1550, 1500–1900 | Geschützt nach § 2 DSchG                                              |    |
|                | Ehemaliges Wohnstallhaus | Krebsstr. 12 (Karte)                       | 1700-1725       | Geschützt nach § 2 DSchG                                              |    |
|                | Ehemalige Zehntscheune des bischöflichen Domkapitel Konstanz                                                                 | Pfadäckerstr. 5 (Karte)                    | 1725            | Barock Geschützt nach § 2 DSchG                                       |    |
|                | Ehemaliges Taglöhnerhaus | Scillawaldstr. 59 (Karte)                  | 1840–1860       | Geschützt nach § 2 DSchG                                              |    |
|                | Ehemaliges Gesindehaus (?)                                                                                                   | Scillawaldstr. 68 (Karte)                  | 1698            | Geschützt nach § 2 DSchG                                              | BW |
|                | Ehemaliges Fährhäuschen | Scillawaldstr. 89 (Karte)                  | 1813, 1982–1983 | Geschützt nach § 2 DSchG                                              |    |
|                | Laufbrunnen | Scillawaldstr. 93 (Karte)                  | 1937            | Neoklassizismus Geschützt nach § 2 DSchG                              |    |
|                | Laufbrunnen | Scillawaldstr. 107 (Karte)                 | 1850–1900       | Eisengießerei Gotthilf Kuhn Geschützt nach § 2 DSchG                  |    |
|                | Ehemaliges Rat- und Schulhaus und ehemaliges Schlößchen der Herren von Neuhausen (Sachgesamtheit)                            | Scillawaldstr. 108, Wolfgangstr. 7 (Karte) | 1813, 1907      | Geschützt nach § 2 DSchG                                              | BW |
|                | Ehemaliges Rat- und Schulhaus (Teil der SG Ehemaliges Rat- und Schulhaus und ehemaliges Schlößchen der Herren von Neuhausen) | Scillawaldstr. 108 (Karte)                 | 1813, 1907      | Geschützt nach § 2 DSchG                                              |    |
|                | Katholische Wendelinskapelle                                                                                                 | Wagrainstr. 1 (Karte)                      | 1765, 1868      | Geschützt nach § 2 DSchG                                              |    |
|                | Bauernhaus mit Scheune (Sachgesamtheit)                                                                                      | Wagreinstr. 2, Hartwaldstr. 115/1 (Karte)  | 1779            | Geschützt nach § 2 DSchG                                              | BW |
|                | Katholische Barbarakirche mit Friedhof und Friedhofsmauer                                                                    | Wolfgangstr. 6 (Karte)                     | 1532            | Kirche (1783–1784, Bader Michael Baumeister) Geschützt nach § 2 DSchG |    |
|                | Ehemaliges Schlößchen (Teil der SG Ehemaliges Rat- und Schulhaus und ehemaliges Schlößchen der Herren von Neuhausen)         | Wolfgangstr. 7 (Teil) (Karte)              |                 | Geschützt nach § 2 DSchG                                              |    |
| Weitere Bilder | Ruine der Burg Hofen | Wolfgangstraße (Karte)                     |                 | Geschützt nach § 2 DSchG                                              |    |

### Freiberg
| Bild | Bezeichnung                    | Lage                                              | Datierung | Beschreibung                       | ID |
| ---- | ------------------------------ | ------------------------------------------------- | --------- | ---------------------------------- | -- |
|      | Weinberge mit Weinberghäuschen | Gewann Freienstein/Berg, Gewann Äußerer Berg/Furt |           | 1000–1100 Geschützt nach § 2 DSchG |    |

### Mönchfeld
| Bild | Bezeichnung                    | Lage                                                                 | Datierung | Beschreibung             | ID |
| ---- | ------------------------------ | -------------------------------------------------------------------- | --------- | ------------------------ | -- |
|      | Grenzstein, genannt Mönchstein | Hechtstraße, Steinbuttstraße (Kirchplatz St. Johannes-Maria-Vianney) | 1661      | Geschützt nach § 2 DSchG |    |

### Neugereut
| Bild | Bezeichnung                           | Lage                                                 | Datierung | Beschreibung                                    | ID |
| ---- | ------------------------------------- | ---------------------------------------------------- | --------- | ----------------------------------------------- | -- |
|      | Sogenanntes Lueglenskreuz (Flurkreuz) | Benzenäckerstraße, Lüglensheidestraße, Flst.Nr. 3900 | 1879      | Historismus – Neogotik Geschützt nach § 2 DSchG |    |